# Пошта-Веке
Пошта-Веке (рум. Poșta Veche) — село у повіті Мехедінць в Румунії. Входить до складу комуни Стингечауа.
Село розташоване на відстані 220 км на захід від Бухареста, 52 км на схід від Дробета-Турну-Северина, 49 км на північний захід від Крайови.

## Населення
За даними перепису населення 2002 року у селі проживали 78 осіб, усі — румуни. Усі жителі села рідною мовою назвали румунську.